# 堀川淳一
堀川 淳一（ほりかわ じゅんいち、1955年1月13日 - ）は、日本の芸術社会学者。専攻は社会学説史、理論社会学、芸術社会学、映画論、演劇論。社会学博士（2004年）。
東京都目黒区に生まれ、幼少時より40年近くを町田市で過ごす。現在は豊島区に在住。

## 学歴
慶應義塾大学法学部法律学科および文学部を卒業、同大学大学院社会学研究科修士課程・博士課程を修了。2004年3月、博士号取得（社会学博士）。修士課程は首席で修了。そのため、博士課程初年度一年間、小泉信三記念大学院特別奨学金を給付される。法学部法律学科4年在学中に国家公務員採用上級職（甲種）試験に合格し警察庁（国家公安委員会）に配属されたが、一年後に依願退官し、文学部社会・心理・教育学科に学士入学している。

## 略歴
母校である桐蔭学園中学校・高等学校講師（社会科）、桐光学園中学校・高等学校教諭（社会科）、私立大学講師（社会学説史）、大学受験予備校教科長（英語科）、中学受験進学塾人財開発課長などを経てフリー。
現在も、仕事の合間を縫って、研究活動を行っている。

## 人物
小学校3年生よりピアノを習っていたため、西洋音楽には詳しいが、ジャズや歌謡曲も聴く。20代の頃より映画や演劇に造詣が深く、また、自身が映画やテレビ、CMに出演したこともある。

## 家族
父・堀川一男（かずお、1998年（平成10年）2月死去、享年73）は、48歳のとき東京都教育庁から校長として着任した東京都多摩市立東愛宕中学校が、当時創立されたばかりということで、同市教育委員会からの依頼により、無報酬で同校の校歌を作詞している。退官後は、堀川和夫という名で画家として、さまざまな展覧会に作品を出品し、国内外から数々の賞を受けている。
母・堀川治子（はるこ、旧姓：園田、1975年（昭和50年）4月死去、享年48）の従兄弟に、太平洋戦争（大東亜戦争）勃発時、真珠湾攻撃の奇襲と直後の散華により、九軍神とされた海軍軍人のひとり、特殊潜航艇艇長横山正治少佐がいる。そのこともあり、淳一は、これら英霊に感謝の誠を捧げるためとして、しばしば靖国神社に参拝している。
弟・治（おさむ）は、妻・輝美（てるみ）の実家近く、福島県郡山市に在住、ベーシストとして活躍。

## 所属団体
- 日本社会学会
- 音楽社会学研究会
- 靖国神社崇敬奉賛会
- 公益財団法人 特攻隊戦没者慰霊顕彰会（旧財団法人 特攻隊戦没者慰霊平和祈念協会）

## 著書
- 『音楽社会学原論』丸善出版、1999年8月初版